# お嬢さん探偵 ときめき連発!
『お嬢さん探偵 ときめき連発!』（おじょうさんたんてい ときめきれんぱつ）は、黒沢直輔監督、西脇美智子主演で1987年8月29日に日活ロマンポルノの作品として公開された日本映画。

## あらすじ
松田美沙緒は25歳で未だ処女の大学院生。後輩で19歳ながらセックス好きの塩田春美と探偵事務所を立ち上げる。これは、美沙緒が見合い話を断わる口実だったが、大川と名乗る依頼人が来て、行方不明の娘・真紀を探して欲しいと依頼される。調査を進めるうち、美沙緒は、ジャーナリストの田山友好と出会い、助けられる。他方で春美は、悪徳業者の手中に落ちる...。

## キャスト
- 西脇美智子 - 松田美沙緒
- 水島裕子 - 塩田春美
- 内藤剛志 - 田山友好
- 中田博久 - 小出英樹
- 梅津栄 - 大川道夫
- 小木曽孝司 - 平野孝一
- 瀬川智美 - 大川真紀
- 重田尚彦 - 片岡明夫
- 兼松隆 - 三井昭二
- 花嵐 - 伊藤健一
- 城源寺くるみ - エリカ
- 清水大敬 - 篠崎教授